# Conus parvulus
Conus parvulus é uma espécie de gastrópode do gênero Conus, pertencente à família Conidae.